# Isla de Ghizo
La isla de Ghizo, también llamada isla de Gizo, se encuentra situada en la provincia occidental de las Islas Salomón, al oeste de las islas de Nueva Georgía y Kolombangara y al sur del golfo de Vella, mide 11 por 5 km y su punto más alto está a 180 m s. n. m. (monte Maringe). La ciudad más importante es Gizo, capital de la Provincia Occidental, que cuenta con una población de 3 000 habitantes.
En la Segunda Guerra Mundial la isla fue invadida por tropas japonesas, en el año 2007 sufrió los efectos de un terremoto que alcanzó 8.1 grados de intensidad en la escala de Richter (Terremoto de las Islas Salomón de 2007) seguido de un tsunami que arrasó las costas. A unos siete kilómetros se encuentra la isla Kennedy, en la que en 1943 se refugió el entonces teniente John F. Kennedy cuando su lancha torpedera PT 109 resultó hundida tras ser arrollada por el destructor japonés Amigiri.